# 植松商会
株式会社植松商会（うえまつしょうかい、Uematsu Shokai Co.,Ltd.）は、宮城県仙台市若林区に本社を置く工場向けの機械、工具、産業機器の卸売商社である。

## 概要
1950年5月に創業し、1955年6月に法人へ改組。東北地方を中心に機械、工具、産業機械の仕入販売を手掛けている他、海外への機械、工具、産業機械の輸出業務も手掛けている。

## 沿革
- 1950年5月 - 仙台市青葉区にて創立。
- 1955年6月 - 株式会社に改組。
- 1969年7月 - 仙台市若林区へ本社を移転。
- 1991年11月 - 株式を店頭登録。
- 2004年12月 - JASDAQに上場。
- 2024年12月 - 名古屋証券取引所メイン市場へ上場[1][3]。

## 事業所
- 本社 - 宮城県仙台市若林区
- 八戸営業所 - 青森県八戸市
- 宮古営業所 - 岩手県宮古市
- 北上営業所 - 岩手県北上市
- 一関営業所 - 岩手県一関市
- 古川営業所 - 宮城県大崎市
- 石巻営業所 - 宮城県石巻市
- 仙台大和営業所 - 宮城県仙台市若林区
- 仙南営業所 - 宮城県岩沼市
- 福島営業所 - 福島県福島市
- 福島営業所 郡山オフィス - 福島県郡山市
- 白河営業所 - 福島県白河市
- 横浜営業所 - 神奈川県座間市
- 横浜営業所 東京オフィス - 東京都大田区